# Novoť
Novoť je obec na Slovensku v okrese Námestovo ležící v Oravských Beskydech.

## Historie
První známá písemná zmínka o obci pochází z roku 1691. V obci je moderní římskokatolický kostel Narození Panny Marie z první poloviny 20. století.

## Geografie
Obec se nachází v nadmořské výšce 752 metrů a rozkládá se na ploše 37,97 km². K 31. prosinci roku 2017 žilo v obci 3 575 obyvatel.

## Školství
- Základní škola s mateřskou školou - založena roku 1790

## Osobnosti
- Štefan Mnoheľ (1876-1944) - kněz, politik, publicista a signatář Martinské deklarace